# 大卫之星广场

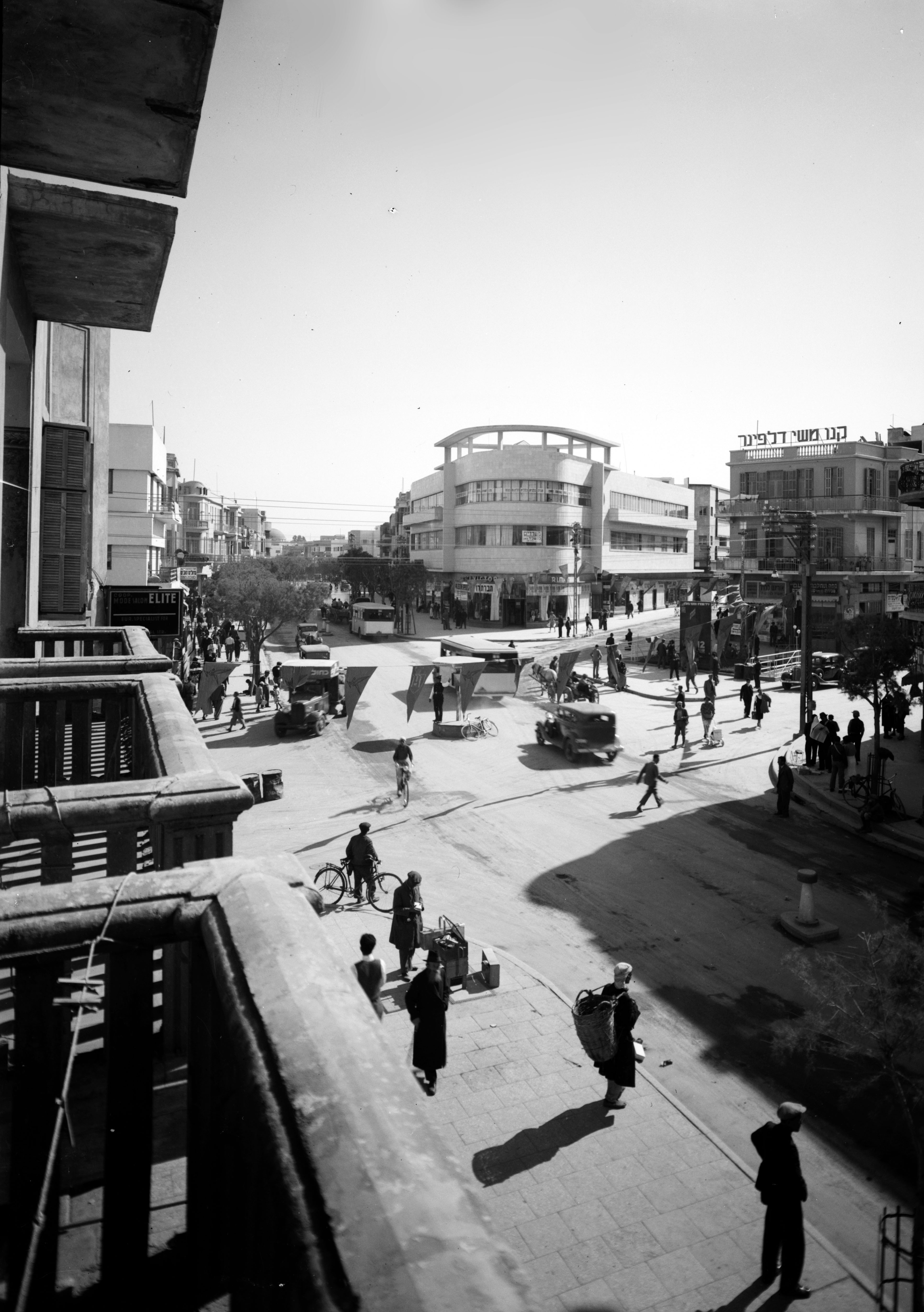
大卫之星广场，1936年

大卫之星广场 （希伯來語：‎，Kikar Magen-David，"Star of David Square"） 是以色列的一个市民广场，位于特拉维夫的心脏，乔治王街，Sheinkin街，迦密山市场，便雅悯街和艾伦比街的交汇处。广场如此命名，是因为有6条街穿过广场，它在游客和本地人中都很受欢迎，是市中心最繁华的广场之一。

## 全景
32°4′11.42″N 34°46′13.78″E / 32.0698389°N 34.7704944°E